# Albert Llovera

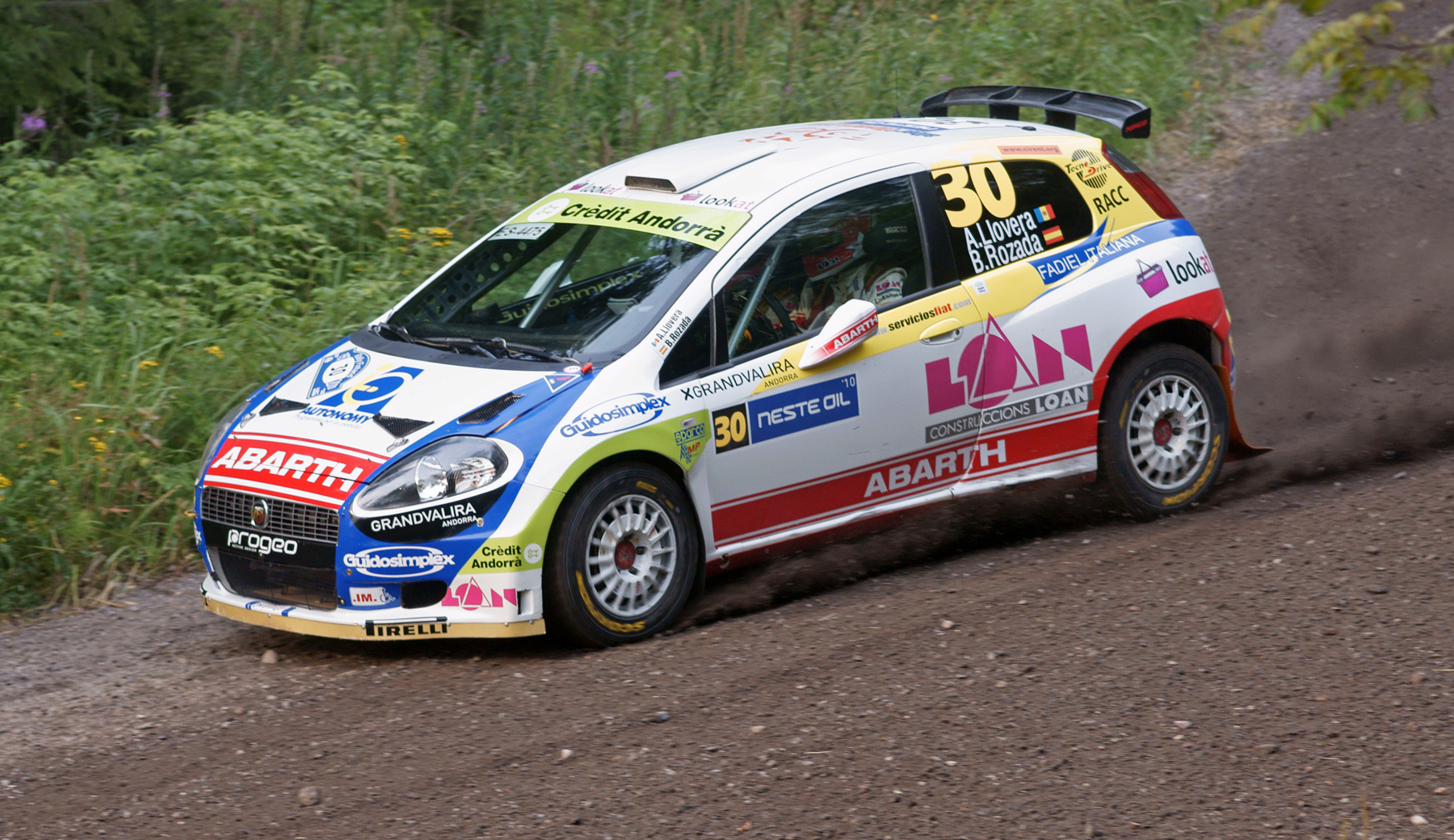
Llovera con el Fiat Grande Punto S2000 en el Rally de Finlandia.

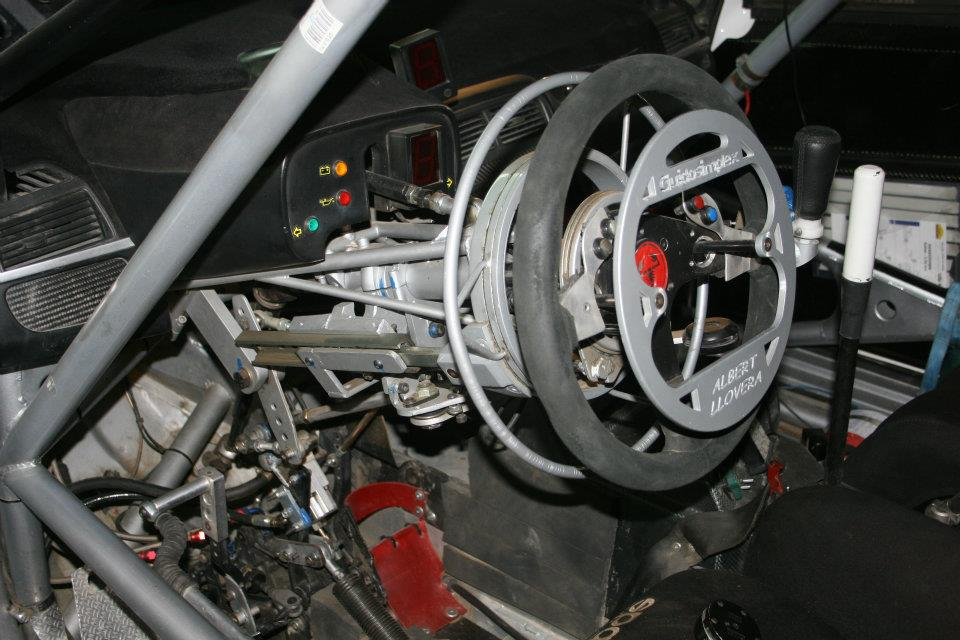
Detalle del volante del Fiat Punto S2000, preparado para conducir exclusivamente con las manos.

Albert Llovera Massana (Andorra la Vieja, 11 de septiembre de 1966) es un deportista andorrano que actualmente se mantiene activo en el Rally Dakar y en competiciones automovilísticas de invierno como las G-series. Ha competido en el campeonato del mundo de rallies, siendo el primer piloto de rally con movilidad reducida en obtener una licencia para competir contra rivales sin ningún tipo de discapacidad. También ha competido en deportes como el esquí, el baloncesto adaptado, tenis, natación, ciclismo adaptado, etc. Tras su accidente en una competición de esquí, colaboró con la NASA con temas de estimulación muscular y posteriormente diseñando dispositivos de adaptación a la conducción. Desde 2001 es embajador de Unicef. También es propietario de la ortopedia Albert Llovera en el principado de Andorra, su país de residencia.

## Trayectoria
Albert fue educado en el seno del deporte de elite dentro del mundo del esquí. Con tan solo 17 años fue el deportista más joven que tomó parte en los Juegos Olímpicos de Sarajevo en 1984. Un año más tarde, participando en la Copa de Europa en esa misma ciudad, la tragedia se cruzó en su trayectoria profesional y un inoportuno accidente acabó con el cruel diagnóstico: rotura de las vértebras dorsales. En adelante, la vida le acompañaría en una silla de ruedas. Durantes estos años, Albert ha aprendido a convivir con su discapacidad y ha demostrado que en su afán de superación puede batir cualquier obstáculo por grande que sea.
Su espíritu de lucha y superación le ha conducido a ser el único piloto en el mundo con una disminución física que, conduciendo única y exclusivamente con las manos, ha subido al podio como ganador junto a pilotos sin ningún tipo de minusvalía. ¡Todo un reto!
Para alcanzar esta meta Albert ha tenido que atravesar un largo y difícil camino lleno de sombras y dificultades. Actualmente ofrece la competitividad y fiabilidad de cualquier piloto de élite en carrera ya que su experiencia y formación permiten el desarrollo de nuevas tecnologías aplicables al mundo del automóvil.
Dio el salto al automovilismo en 1987 compitiendo primero en quads y luego pasando al Campeonato de Velocidad de Cataluña.
En 2001 da el salto a los rallyes con la marca Fiat, compitiendo en el Campeonato de España de Rallyes, tanto en asfalto como en tierra, y en el Campeonato del Mundo. Ha sido copilotado por varias personas, entre ellas a Marc Martí, Borja Rozada y Diego Vallejo.
En el año 2005 se estrenó un documental llamado "Las alas del fénix" dirigido por José María Borrell en el que repasa su vida y se intentó reflejar el espíritu de lucha de Albert Llovera tras su accidente. Al estreno de la cinta acudieron personalidades como Carlos Sainz y Javier Bardem.
En el año 2007 debuta en el Rally Dakar en la categoría de coches, viéndose obligado a abandonar en la 6.ª etapa. En el año 2014 vuelve a participar en el Dakar, esta vez en América del Sur volviendo a tener que abandonar en la 11.ª etapa. En el Rally Dakar de 2015 logra acabar la prueba en la 41.ª posición y 8.ª en la categoría de buggys T1.3. En el Rally Dakar 2016, Llovera se pasa a los camiones, conduciendo un Tatra tanto en esa edición como en 2017, cuando acabó y logró su mejor resultado. En 2020, después de tres años de ausencia, regresa con un camión oficial de la marca IVECO.
En 2011 publicó un libro "No limits" en el que cuenta su vida. También colabora con distintas fundaciones y federaciones con el objetivo de promover el automovilismo inclusivo. En el aspecto deportivo ha corrido con copilotos de alto nivel como Diego Vallejo o Álex Haro, que han valorado siempre su talento..

## Palmarés

### Campeonato Mundial de Rally
| Año  | Equipo         | Vehículo                       | 1       | 2      | 3   | 4       | 5       | 6      | 7       | 8       | 9      | 10      | 11      | 12      | 13      | 14      | 15  | 16  | Posición | Puntos |
| ---- | -------------- | ------------------------------ | ------- | ------ | --- | ------- | ------- | ------ | ------- | ------- | ------ | ------- | ------- | ------- | ------- | ------- | --- | --- | -------- | ------ |
| 2001 | Pronto Racing  | Fiat Punto S1600               | MON     | SWE    | POR | ESP Ret | ARG     | CHI    | GRE Ret | SAF     | FIN 79 | NZL     | SRM Ret | COR 39  | AUS     | GBR Ret |     |     | -        | 0      |
| 2002 |                | Fiat Punto S1600               | MON Ret | SWE    | COR | ESP 33  | CHI     | ARG    | GRE Ret | SAF     | FIN    | GER Ret | SRM 33  | NZL     | AUS     | GBR     |     |     | -        | 0      |
| 2005 |                | Mitsubishi Lancer Evo VIII     | MON     | SWE    | MEX | NZL     | ITA     | CYP    | TUR     | GRE     | ARG    | FIN 32  | GER     | GBR     | JPN     | FRA     | ESP | AUS | -        | 0      |
| 2006 |                | Mitsubishi Lancer Evo VIII     | MON     | SWE    | MEX | ESP 36  | FRA     | ARG    | ITA     | GRE     | GER    | FIN 54  | JPN     | CYP     | TUR     | AUS     | NZL | GBR | -        | 0      |
| 2008 |                | Fiat Abarth Grande Punto S2000 | MON     | SWE    | MEX | ARG     | JOR     | ITA    | GRE     | TUR     | FIN    | GER     | NZL     | ESP Ret | FRA     | JPN     | GBR |     | -        | 0      |
| 2009 | PCR Sport      | Fiat Abarth Grande Punto S2000 | IRL     | NOR    | CYP | POR     | ARG     | ITA    | GRE     | POL     | FIN    | AUS     | ESP 42  | GBR     |         |         |     |     | -        | 0      |
| 2010 | Albert Llovera | Fiat Abarth Grande Punto S2000 | SWE     | MEX 22 | JOR | TUR     | NZL Ret | POR 41 | BUL     | FIN Ret | DEU 35 | JPN     | FRA 47  | ESP 17  | GBR     |         |     |     | -        | 0      |
| 2011 |                | Fiat Abarth Grande Punto S2000 | SWE     | MEX    | POR | JOR 17  | ITA Ret | ARG    | GRE 24  | FIN Ret | DEU    | AUS     | FRA     | ESP 40  | GBR     |         |     |     | -        | 0      |
| 2012 |                | Fiat Abarth Grande Punto S2000 | MON     | SWE    | MEX | POR     | ARG     | GRE    | NZL     | FIN     | DEU    | GBR     | FRA     | ITA     | ESP Ret |         |     |     | -        | 0      |

### IRC
| Año  | Equipo | Vehículo                       | 1   | 2   | 3   | 4   | 5   | 6   | 7      | 8   | 9   | 10  | 11  | Posición | Puntos |
| ---- | ------ | ------------------------------ | --- | --- | --- | --- | --- | --- | ------ | --- | --- | --- | --- | -------- | ------ |
| 2009 |        | Fiat Abarth Grande Punto S2000 | MON | CUR | KEN | AZO | YPR | RUS | MAD 18 | BCZ | AST | SAN | ESC | -        | 0      |

### Rally Dakar
| Año  | Categoría | Equipo                      | Vehículo        | Copiloto                           | Posición | Etapas ganadas |
| ---- | --------- | --------------------------- | --------------- | ---------------------------------- | -------- | -------------- |
| 2007 | Coche     | Isuzu Pickup Italia         | Isuzu           | Umberto Fiori                      | Ret.     | -              |
| 2014 | Coche     | MD Rallye Team              | Buggy           | Arnaud Debron                      | Ret.     | -              |
| 2015 | Coche     | MD Rallye Team              | Buggy           | Álex Haro                          | 41.º     | -              |
| 2016 | Camión    | Tatra Racing Team           | Tatra           | Jaromir Martinec Charly Gotlib     | 35.º     | -              |
| 2017 | Camión    | Tatra Racing Team           | Tatra           | Jaromir Martinec Charly Gotlib     | 24.º     | -              |
| 2020 | Camión    | Petronas Team De Rooy Iveco | Iveco Powerstar | Marc Torres Ferrán Marco Alcayna   | 15.º     | -              |
| 2021 | Camión    | Team De Rooy Fesh Fesh Team | Iveco Powerstar | Marc Torres Jorge Salvador Coderch | Ret.     | -              |
| 2023 | Camión    | Fesh Fesh Team              | Ford            | Margot Llobera Petr Vojkovsky      | Ret.     | -              |

### Campeonato de España de Rallyes
| Año  | Equipo           | Vehículo         | 1   | 2   | 3   | 4       | 5       | 6   | 7       | 8     | 9      | 10  | 11      | 12  | 13  | Posición | Puntos |
| ---- | ---------------- | ---------------- | --- | --- | --- | ------- | ------- | --- | ------- | ----- | ------ | --- | ------- | --- | --- | -------- | ------ |
| 1998 |                  | Citroën ZX 16V   | ECI | ADE | CAT | CAJ     | VLL     | OUR | AVI     | RBX - | PRI    | COR | SAL Ret | SFR | MAD | -        | 0      |
| 2003 | Fiat Auto España | Fiat Punto S1600 | MED | ECI | CAJ | RBX Ret | OUR Ret | AVI | VLL Ret | VCN   |        |     |         |     |     |          |        |
| 2003 |                  | Fiat Punto HGT   |     |     |     |         |         |     |         |       | CDS 34 |     |         |     |     |          |        |

### Campeonato de España de Rallyes de Tierra
| Año  | Equipo         | Vehículo                       | 1       | 2       | 3       | 4       | 5       | 6      | 7       | 8       | Posición | Puntos |
| ---- | -------------- | ------------------------------ | ------- | ------- | ------- | ------- | ------- | ------ | ------- | ------- | -------- | ------ |
| 2004 |                | Fiat Stilo Abarth              | SAL 35  | ALC Ret | CAN Ret | MAD Ret | MAD Ret | GRA    | CAS 20  |         |          |        |
| 2004 | Fiat Punto HGT |                                |         |         |         |         |         |        | SAB 28  |         |          |        |
| 2005 |                | Fiat Stilo Abarth              | ALC Ret | CAC 19  | LEO 22  | MAD Ret | MAD Ret | COR 21 | OUR 14  | OUR 14  |          |        |
| 2006 |                | Fiat Stilo Abarth              | ALC 25  | GRA 27  | ORE 22  | GUI 21  | ECI 20  | ECI 11 | CAC 23  | CAC Ret |          |        |
| 2007 | Albert Llovera | Fiat Stilo Abarth              | GUI 16  | LAN 14  | LAN 12  | OUR 16  | PAL Ret | MAD 18 | MAD 16  | CAN Ret | 7.º      | 54     |
| 2008 | Albert Llovera | Fiat Abarth Grande Punto S2000 | PAL Ret | GUI Ret | LAN 19  | LAN 10  | CAN 10  | CAN 12 |         |         |          |        |
| 2008 | Albert Llovera | Fiat Stilo Abarth              |         |         |         |         |         |        | ECA Ret |         |          |        |
| 2009 | PCR Sport      | Fiat Abarth Grande Punto S2000 | PAL 10  | GUI Ret | LAN 7   | LAN 6   | CAN 7   | CAN 6  | ECA 4   |         | 9.º      | 37     |
| 2010 | PCR Sport      | Fiat Abarth Grande Punto S2000 | HUE     | POZ Ret | POZ 8   | SAL Ret | CAB     | RIO    |         |         | 27.º     | 17     |
| 2012 | PCR Sport      | Fiat Abarth Grande Punto S2000 | BAN 4   | BAN 6   | ALM 4   | BAJ 7   | BAJ 5   | CID 4  | JIL 2   |         | 3.º      | 168    |
| 2013 | PCR Sport      | Fiat Abarth Grande Punto S2000 | CER Ret | LOR 5   | URG 6   | BIE Ret | SER 5   | BIE    |         |         | 6.º      | 67     |
| 2014 | PCR Sport      | Fiat Abarth Grande Punto S2000 | LOR 8   | GAL 12  | AND Ret | BIE 11  | CER Ret | RIO    |         |         | 15.º     | 37     |

2000
- Probador del nuevo Citroën Xsara Kit Car para circuitos.
- 1.º Campeonato de Cataluña de Turismos (Cataluña).
- Subcampeón Campeonato de Cataluña de Velocidad (3 victorias).

1999
- Subcampeón Campeonato de Cataluña de Velocidad.
- (6 victorias, 1 segundo, 1 tercero, 11 pole positions y 12 vueltas rápidas en carrera).

1998
- Campeón Campeonato de Cataluña de Velocidad (5 victorias).
- 8.º Campeonato de España de Velocidad. Turismos de Series.

1997
- 10.º Campeonato de España de Velocidad ZX.
- 1.º Campeonato de Cataluña de Velocidad (última prueba).

1996
- 9.º Supercopa Citroën ZX.
- 3.º Dos Pódiums Campeonato de Cataluña de Velocidad.

1995
- 2.º Memorial Betega-Salón Internacional de Bologna (Italia).
- 12.º Supercopa Citroën ZX 16V.
- 3 Pódiums Campeonato de Cataluña de Velocidad.

1994
- 15.º Supercopa Citroën ZX 16V.

1993
- 8.º Copa Nacional Renault 16V.
- Pole Position Final Internacional Renault en Pau (Francia).

1992
- 10.º Copa Nacional Renault 16V.

1991
- 2.º Campeonato de Cataluña de Velocidad.
- 15.º Copa Nacional Renault 16V.

1990
- 1.º Subida de Prats (Andorra).
- 1.º Rallye Gironella-Casserres (Barcelona).
- 2.º Rallye Tierras del Ebro (Tarragona).
- 2.º Subida al Coll de la Botella (Andorra).
- 2.º Subida Nagol (Andorra).
- 3.º Rallye Cataluña-Costa Brava (Campeonato de Europa).
- 5.º Rallye La Selva (Gerona).
- 6.º Rallye Osona (Barcelona).

1989
- 1.º Rallye Bergadá (Barcelona).
- 1.º Rallye Gironella-Casserres (Barcelona).
- 1.º Subida al Coll de la Botella (Andorra).
- 2.º Rallye de Andorra.
- 2.º Rallye de Lleida.
- 2.º Subida de Prats (Andorra).
- 4.º Subida a la Comella (Andorra).
- 5.º Rallye de Pradas (Tarragona).
- 6.º Rallye de Sant Cugat-Tibidabo (Barcelona).
- Campeón Copa Peugeot de Andorra.

1988
- 1.º Campeonato de Andorra de Quad.